# سبک (فیلم ۲۰۰۸)
سبک (به هندی: Tashan) فیلمی محصول سال ۲۰۰۸ و به کارگردانی ویجی کریشنا آچاریا است. در این فیلم بازیگرانی همچون آنیل کاپور، آکشی کومار، سیف علی خان، کارینا کاپور، یاشپال شارما ایفای نقش کرده‌اند.